# Een lange nacht
Een lange nacht is de achtste single van Monique Smit. Een lange nacht en Jij bent zeg maar zijn afkomstig van het album Verder en Telkens als ik je zie komt van het album Stel je voor.

## Tracklist
1. "Een lange nacht (singleversie)" - 2:48
2. "Jij bent zeg maar" - 3:04
3. "Telkens als ik je zie" - 3:24

## Hitnotering

### NederlandseSingle Top 100
| Hitnotering: 03-09-2011 t/m 10-09-2011 | Hitnotering: 03-09-2011 t/m 10-09-2011 | Hitnotering: 03-09-2011 t/m 10-09-2011 | Hitnotering: 03-09-2011 t/m 10-09-2011 |
| Week:                                  | 1                                      | 2                                      |                                        |
| -------------------------------------- | -------------------------------------- | -------------------------------------- | -------------------------------------- |
| Positie:                               | 92                                     | 97                                     | uit                                    |